# Preis Frauen Europas

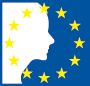
Logo

Der Preis Frauen Europas zeichnet Frauen für ihr besonderes ehrenamtliches Engagement für ein Vereintes Europa aus. Ziel ist es, dem Engagement von Frauen mehr Wertschätzung und Öffentlichkeit entgegenzubringen.
Auf europäischer Ebene wurde eine Frau Europas von 1987 bis 2003 von der Europäischen Bewegung International und deren nationalen Mitgliedsorganisationen in Brüssel gekürt. Seit 2016 findet der Preis wieder auf internationaler Ebene statt, getragen von der Europäische Bewegung International und der Europäischen Frauenlobby (European Women’s Lobby).
Auf nationaler Ebene wird in Dänemark und in Deutschland regelmäßig eine Frau Europas gekürt.

## Europa
Auf internationaler Ebene werden seit 2016 jährlich Frauen Europas in vier Kategorien geehrt: Women in Power, Women in Action, Women in Business, Women in Youth Activism. Organisiert wird der Preis von der Europäischen Bewegung International und der Europäischen Frauenlobby (European Women’s Lobby). Die nationalen Mitgliedsorganisation der Europäischen Bewegung International können Nominierungen einreichen, eine neunköpfige internationale Jury entscheidet über die Gewinnerinnen. Die Preisverleihung findet jährlich im Dezember in Brüssel statt.

## Deutschland
Der Preis Frauen Europas – Deutschland wurde 1991 auf Initiative der damaligen Abgeordneten des Europäischen Parlamentes Ursula Schleicher gegründet und wird seitdem jährlich im Mai von der Europäischen Bewegung Deutschland (EBD) vergeben. Er zeichnet Frauen aus, die sich durch ihr mutiges, kreatives oder hartnäckiges ehrenamtliches Engagement in besonderer Weise für das Zusammenwachsen Europas einsetzen. Nominierungen können durch die Mitgliedsorganisationen der Europäischen Bewegung Deutschland eingereicht werden. Über die Auswahl der Preisträgerin entscheidet jedes Jahr eine Jury bestehend aus der Präsidentin des Preises, zwei Vorstandsmitgliedern der EBD, zwei ehemaligen Preisträgerinnen und Repräsentantinnen bzw. Repräsentanten der Mitgliedsorganisationen der EBD. Der Preis ist  nicht dotiert. Die Preisträgerin erhält eine individuell gefertigte Brosche als symbolische Auszeichnung und wird Teil eines aktiven Netzwerks von Preisträgerinnen, das die bürgerschaftlich aktiven Europäerinnen miteinander in Kontakt bringt. Das Netzwerk wird von einem Präsidium aus drei Preisträgerinnen geleitet. Es setzt sich (Stand 2022) aus Katharina Wolf als Präsidentin, sowie Sissy Thammer und  Gudrun Schmidt-Kärner als Vizepräsidentinnen zusammen.
2021 feierte der Preis sein 30-jähriges Jubiläum.
Preisträgerinnen
- 1991 Csilla Freifrau von Boeselager
- 1992 Gundi Gompf[4]
- 1993 Susanne Tiemann
- 1994 Irina Prinzessin zu Sayn-Wittgenstein
- 1995 Monika Hauser
- 1996 Christine Grotensohn
- 1997 Sissy Thammer
- 1998 Lea Ackermann
- 1999 Gudrun Schmidt-Kärner
- 2000 Dagmar Schipanski
- 2001 Philomena Franz
- 2002 Ludmilla Irmscher, Cathrin Schauer
- 2003 María del Rosario Hickmann
- 2004 Regina Hellwig-Schmid[5]
- 2005 Gesine Schwan
- 2006 Magdalena Baur (1952–2018)[6]
- 2007 Inge Bell
- 2008 Necla Kelek
- 2011 Irina Gruschewaja
- 2012 Jasmina Prpić[7]
- 2013 Daniela Topp-Burghardt[8]
- 2014 Linn Selle[9]
- 2016 Adriana Lettrari[10]
- 2018 Düzen Tekkal[11]
- 2019  Katharina Wolf
- 2020 Sonderpreis für das Lebenswerk: Margit Weimeister[12]
- 2021 Lisi Maier und Ingeborg Tömmel[13]
- 2022 Sylvia-Yvonne Kaufmann[14]
- 2023 Yevgenia Belorusets[15]
- 2024 Hanna Esther Veiler[16]